# Mykołajiwka (hromada Łychiwka)
Mykołajiwka (ukr. Миколаївка) – wieś na Ukrainie, w obwodzie dniepropetrowskim, w rejonie kamjańskim, w hromadzie Łychiwka. W 2001 liczyła 532 mieszkańców.